# Ursula Wienken
Ursula Wienken (* 2001) ist eine deutsch-polnische Jazzmusikerin (Kontrabass, E-Bass, Komposition).

## Leben und Wirken
Wienken, die aus einer musikalischen Familie stammt, spielte schon früh Gitarre. Auf dem Marie-Curie-Gymnasium wechselte sie zur Bassgitarre. Nach der Ausbildung am Gymnasium und der Musikschule der Stadt Neuss sowie einem Vorstudium an der Offenen JazzHausSchule begann sie 2020 ihr Musikstudium an der Hochschule für Musik und Tanz Köln. 2023/2024 gehörte sie zum Bundesjazzorchester.
Als Bassistin wirkt Wienken in mehreren Projekten in Deutschland und der Schweiz mit. Zudem leitet sie ihre eigenen Bands Urs Invites und seit 2022 Summit (mit dem Saxophonisten Adrian Gallet, der Sängerin Merle Böwering, Leon Hattori am Fender Rhodes und Simon Bräumer an den Drums). 2024 erschien ihr Debütalbum Ursula Wienken's Summit bei STSSTS, das bei WDR 3 präsentiert wurde. Weiterhin tourte sie im Trio mit dem Altsaxophonisten Bruno Bode und dem Schlagzeuger Jan Zeimetz. Sie trat beim North Sea Jazz Festival, dem Jazzfest Bonn, den Ingolstädter Jazztagen, Altenberger Kultursommer und beim SATROCKS Festival Lausanne auf und spielte auch in Ecuador, Polen, Großbritannien und Norwegen.

## Preise und Auszeichnungen
Für ihre Arbeit wurde Wienken 2022 mit dem Neusser Kunstförderpreis ausgezeichnet.